# Olfato (insectos)
El olfato de los insectos es el sentido químico presente en los insectos que les permite detectar e identificar los compuestos volátiles llamados olores. Este sentido desempeña importantes funciones en la búsqueda de alimentos, de parejas, de lugares para anidar o depositar huevos, para comunicarse con otros miembros de su especie y para escapar de los depredadores. 
Es posible que sea el sentido más importante de los insectos. Los comportamientos más importantes de los insectos necesitan ocurrir en un momento preciso y esto a su vez puede depender de lo que huelan. Por ejemplo el olfato es importante en algunos depredadores para encontrar sus presas, como ocurre en muchas especies de avispas, por ejemplo Polistes spp. También los parásitos o parasitoides usan el olfato para encontrar un huésped. Es también esencial en la selección de una planta nutricia, como es el caso de muchos lepidópteros (mariposas y polillas) por ejemplo  Hyles euphorbiae que solo se alimenta de Euphorbia.
El órgano principal del olfato de los insectos es el par de antenas, también hay piezas bucales especializadas en percibir olores, los palpos maxilares. También se ha encontrado que el ovipositor de las avispas de los higos, puede percibir olores.
Dentro de los órganos olfatorios hay neuronas llamadas neuronas receptoras olfatorias que tienen receptores de moléculas volátiles, las cuales constituyen los olores. La mayoría de estas neuronas están localizadas en las antenas. Pueden ser muy abundantes, por ejemplo las moscas Drosophila tienen hasta 2600 neuronas olfatorias.

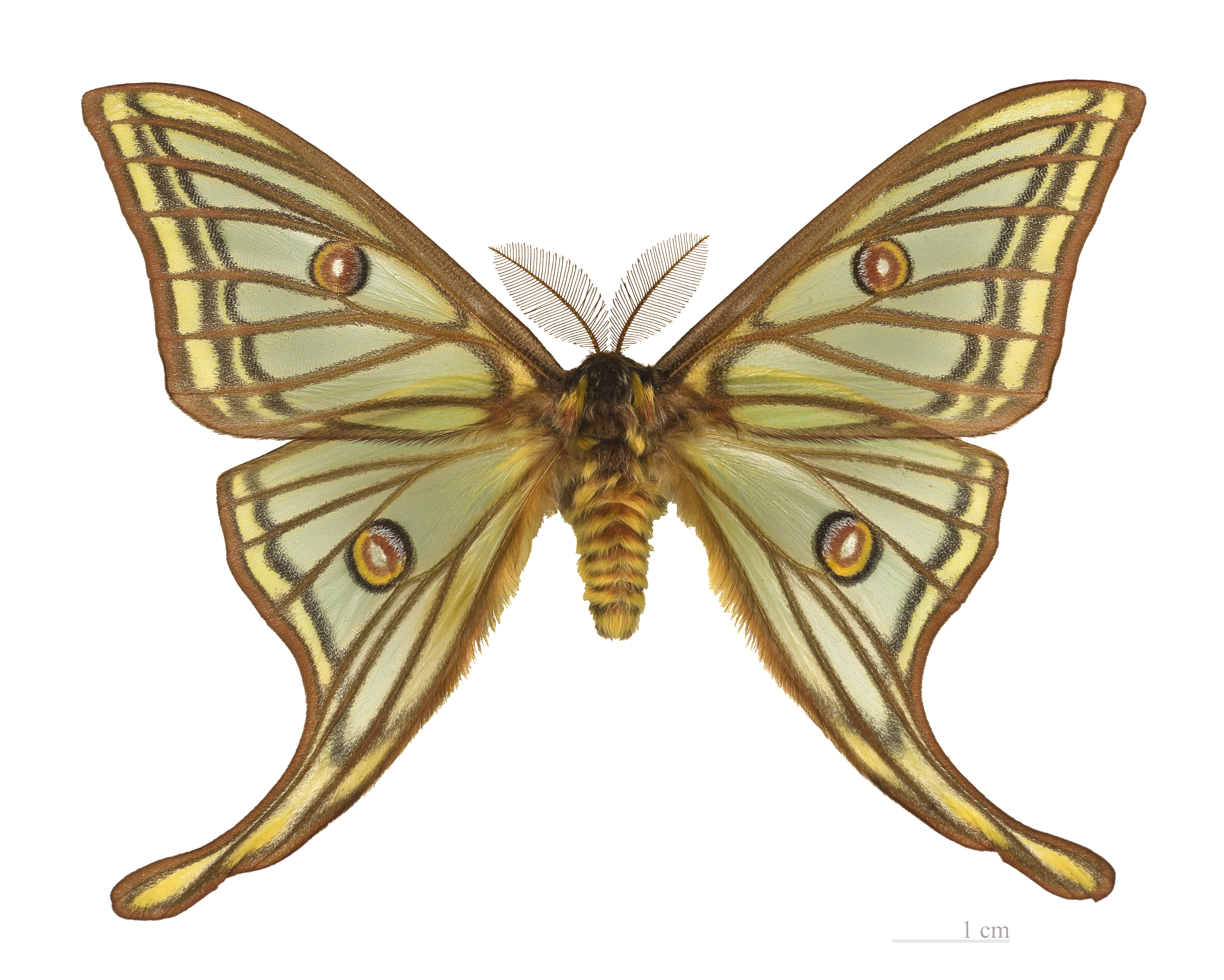
Graellsia isabellae (macho)

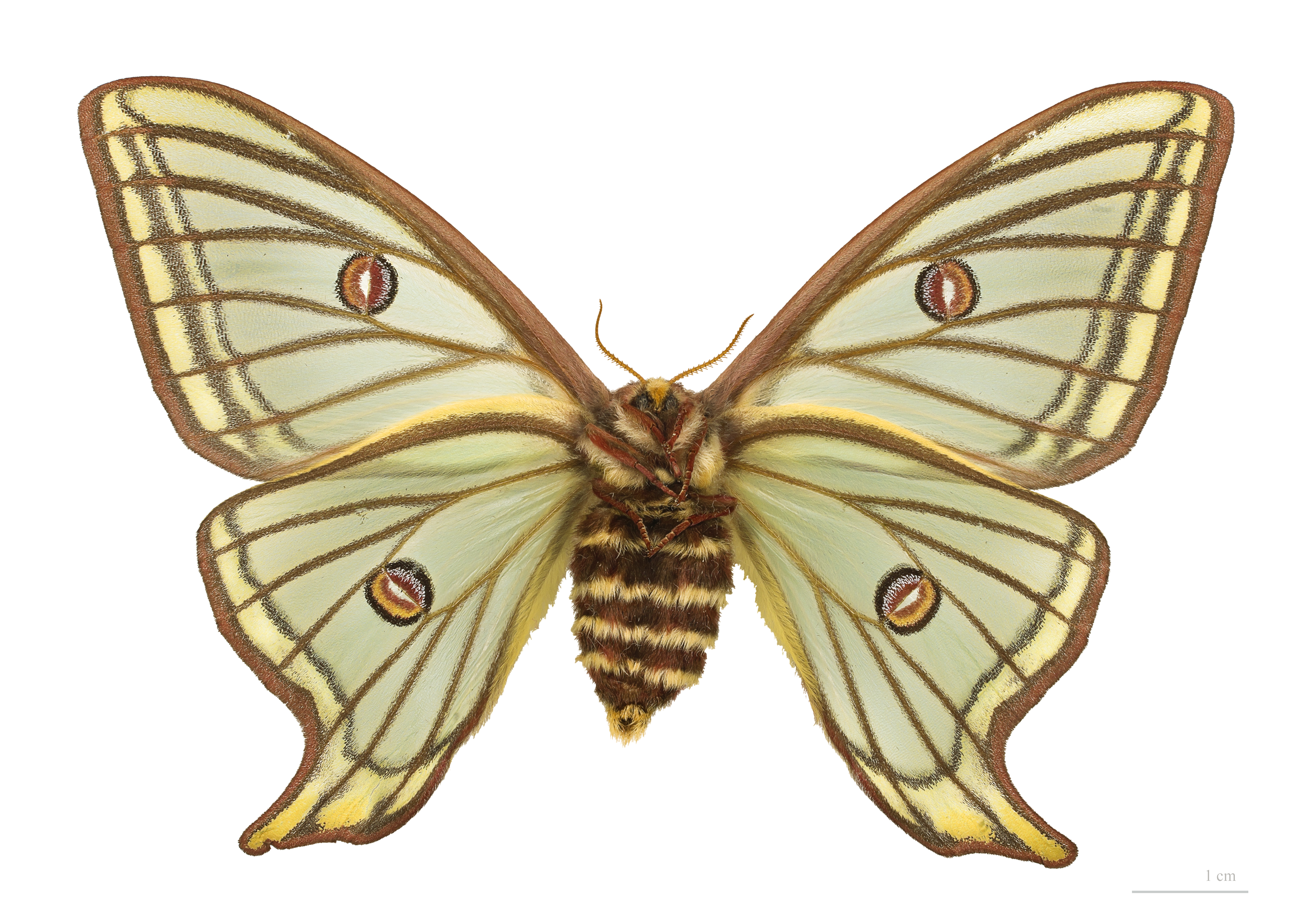
Graellsia isabellae (hembra)

Los insectos son capaces de oler y diferenciar miles de compuestos orgánicos volátiles con gran sensibilidad y selectividad. La sensibilidad es la capacidad de detectar concentraciones muy bajas y la selectividad es la capacidad de diferenciar entre olores similares. Los compuestos que constituyen olores se pueden clasificar en tres tipos de moléculas de cadena corta: ácidos carboxílicos, aldehídos y compuestos nitrogenados de bajo peso molecular.
En muchas especies de lepidópteros de la familia Saturniidae las hembras producen feromonas sexuales y los machos tienen antenas altamente especializadas, grandes y plumosas, que pueden detectar las feromonas específicas a largas distancias.

## Proceso olfatorio
Las neuronas receptoras olfativas (NROs) de las antenas o de las piezas bucales generan señales eléctricas específicas para ciertos olores.
 Se produce un pico, llamado potencial de acción cuando la molécula odorífera se liga a la superficie de la célula nerviosa. De esta forma las neuronas antenales o maxilares envían esta información a lo largo del axón hacia el centro olfativo primario del cerebro, el lóbulo antenal. Las neuronas de otras piezas bucales envían la información al ganglio subesofágico del cerebro.  
Dentro del lóbulo antenal se comunican con otras neuronas por medio de sinapsis.
Las NROs son bipolares, un extremo es la dendrita que se conecta con los receptores de olores y el otro extremo es el axón que transporta el potencial de acción al lóbulo antenal del cerebro.

Los lóbulos antenales tienen dos clases de neuronas, algunas principalmente excitatorias y otras locales (inhibidoras con algunas excitadoras). Envían los terminales de los axones hasta una parte del cerebro llamada corpora pedunculata (importante en regular el aprendizaje de las respuestas a los olores) y a otra parte, el cuerno lateral (importante en regular las respuestas innatas a los olores). ambas regiones son parte del protocerebro del insecto.